# Daniel Seghers
Daniël Seghers vagy Daniel Seghers (Antwerpen 1590. december 3. – Antwerpen 1661. november 2.) virágcsendéleteiről ismert flamand festő, jezsuita testvér. Egyike volt azoknak a németalföldi barokk festőművészeknek, akik részt vettek a virágfüzér-festés műfajának kialakításában. Alkotásai annyira megnyerték a korabeli gyűjtők tetszését, hogy művei Európa csaknem minden nagyobb képtárában megtalálhatóak. Virágkoszorúiba, füzéreibe gyakran Rubens, Van Dyck, Erasmus Quellinus II, Van Thulden, Van Diepenbeeck, de leggyakrabban Cornelis Schut festettek szentképeket, képmásokat, mitológiai alakokat. Korának kedvelt művészeként, számos követője volt.

## Élete
Seghers Antwerpenben született egy gazdag selyemkereskedő, Peter Seghers (1538-kb. 1601) és Margaretha van Gheele fiaként. Apja halála után édesanyjával Utrechtbe költözött, ahol kálvinista oktatást kapott.
Művészeti tanulmányait valószínűleg Utrechtben kezdte, majd 1610-ben felvették Jan Bruegel műtermébe, és a rákövetkező évben az antwerpeni Szent Lukács festőcéh tagja lett.
Bruegel hatására visszatért a katolikus hithez és 1614-ben belépett Jézus Társasága mecheleni kolostorába, ahol 1617-ig volt novícius. 1617 és 1621 között ismét Antwerpenben élt, majd 1621–25-ig Brüsszelben, ahol két virágfüzér-festményt készített a Szent Mihály és Szent Gudula-székesegyház számára. A források eltérőek a jezsuita rendbeli státuszát illetően: egyesek szerint 1625-ben pappá szentelték, míg mások azt állítják, hogy laikus testvér maradt. Vallási képzésének befejezése után 1625-ben a rend Rómába küldte, hogy olasz művészek mellett fejlessze képességeit. Ez idő alatt többek között Nicolas Poussinnal és Domenichinóval dolgozott együtt.
1627-ben visszatért Antwerpenbe, ahol műtermet nyitott és élete hátralévő részében festőként dolgozott. 
Műtermében olyan előkelőségek fordultak meg, mint Ferdinánd spanyol bíboros-infáns (1635-ben), Lipót Vilmos osztrák főherceg (1641-ben), Krisztina svéd királynő és II. Károly angol király (mindketten 1649-ben). Munkásságát művésztársai is nagyra becsülték.
Tanítványai közé tartozott Jan Philip van Thielen és valószínűleg Ottmar Elliger, Ignace Raeth, valamint Andries Bosman is.
Daniel Seghers szülővárosában, Antwerpenben hunyt el 1661. november 2-án.

## Munkái

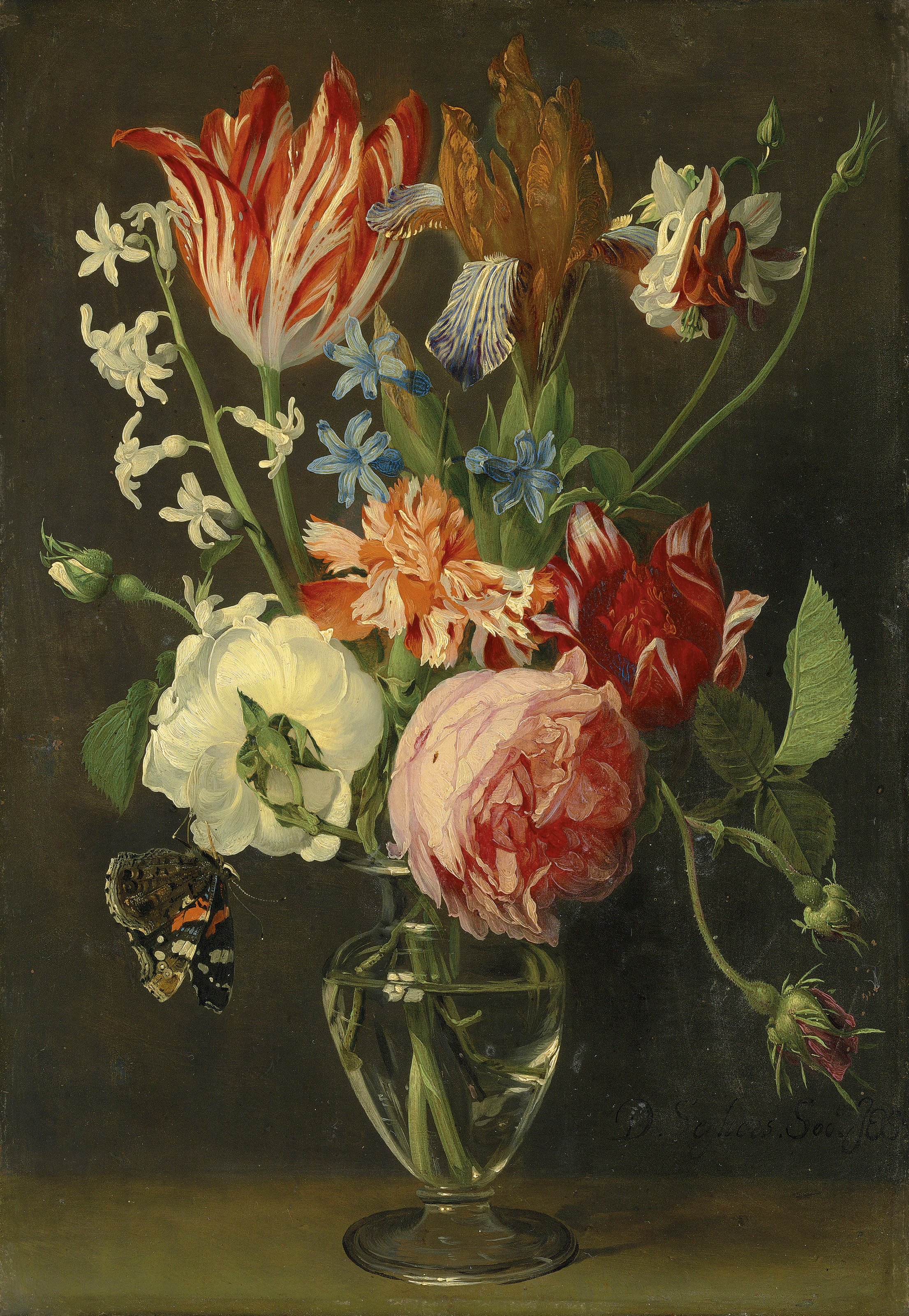
Virágok üvegvázában vörös tengernagy pillangóval (Göteborg)

Alkotásai valósághűek, színei frissek és tiszták anélkül, hogy túlzóak lennének, kompozíciói – amelyek gyakran tíz-tizenöt különféle virágot is tartalmaznak néhány pillangóval – elegánsak. Olyan csendéletből, amelyen „csupán” egy virágcsokrot ábrázol, körülbelül harminc létezik, ám ezeket úgy írták le, mint „a virágfestészet történetének legcsodálatosabb dolgai”.
Korai munkáiban még egyértelműen felismerhető mestere, idősebb Jan Brueghel stílusa: kevesebb virágféle jelenik meg, a koszorúk egysorosak és körbeveszik a központi alakot vagy témát. Mesteréhez hasonlóan olyan növényeket és virágokat festett, amelyek hazájában nőttek. Előnyben részesítette a helyben termesztett rózsákat, a virágzás előtt álló tulipánokat, és különösen kedvelte a kerti virágokat. 1630-tól Seghers a virágok dinamikusabb, természetesebbnek tűnő elrendezésére törekedett. A természethű festésmód Seghers botanikai érdeklődéséről árulkodik, a virágok és növények részletezően pontos megjelenítésében pedig a jezsuita festő miniatűrista képességei is megmutatkoznak. Csendéletei egyszerűségükkel és ékszerszerű, ragyogó tisztaságukkal figyelemreméltóak. Ugyanez jellemzi füzéreit is.

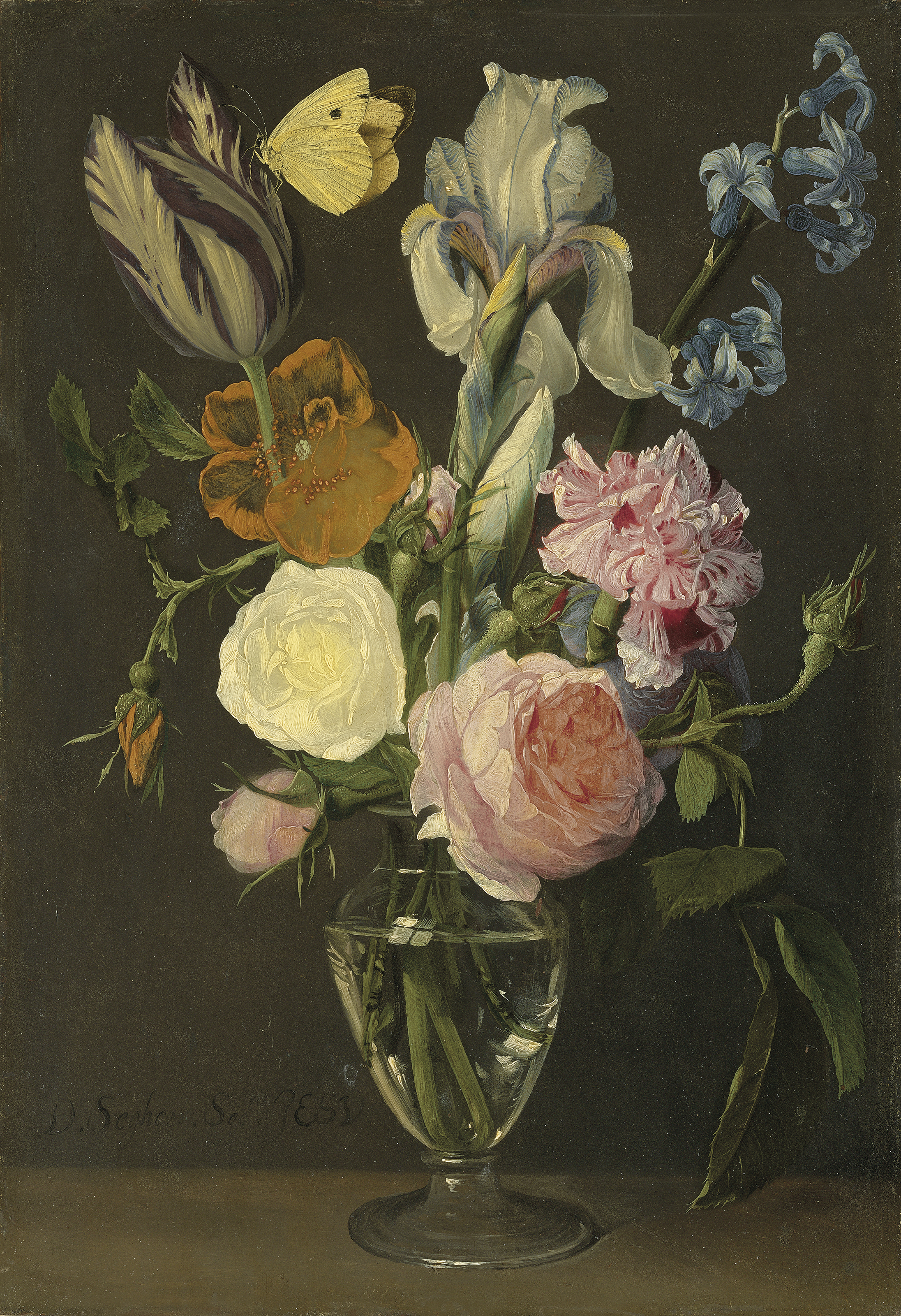
Rózsák, tulipán, írisz és más virágok üvegvázában (Göteborg)
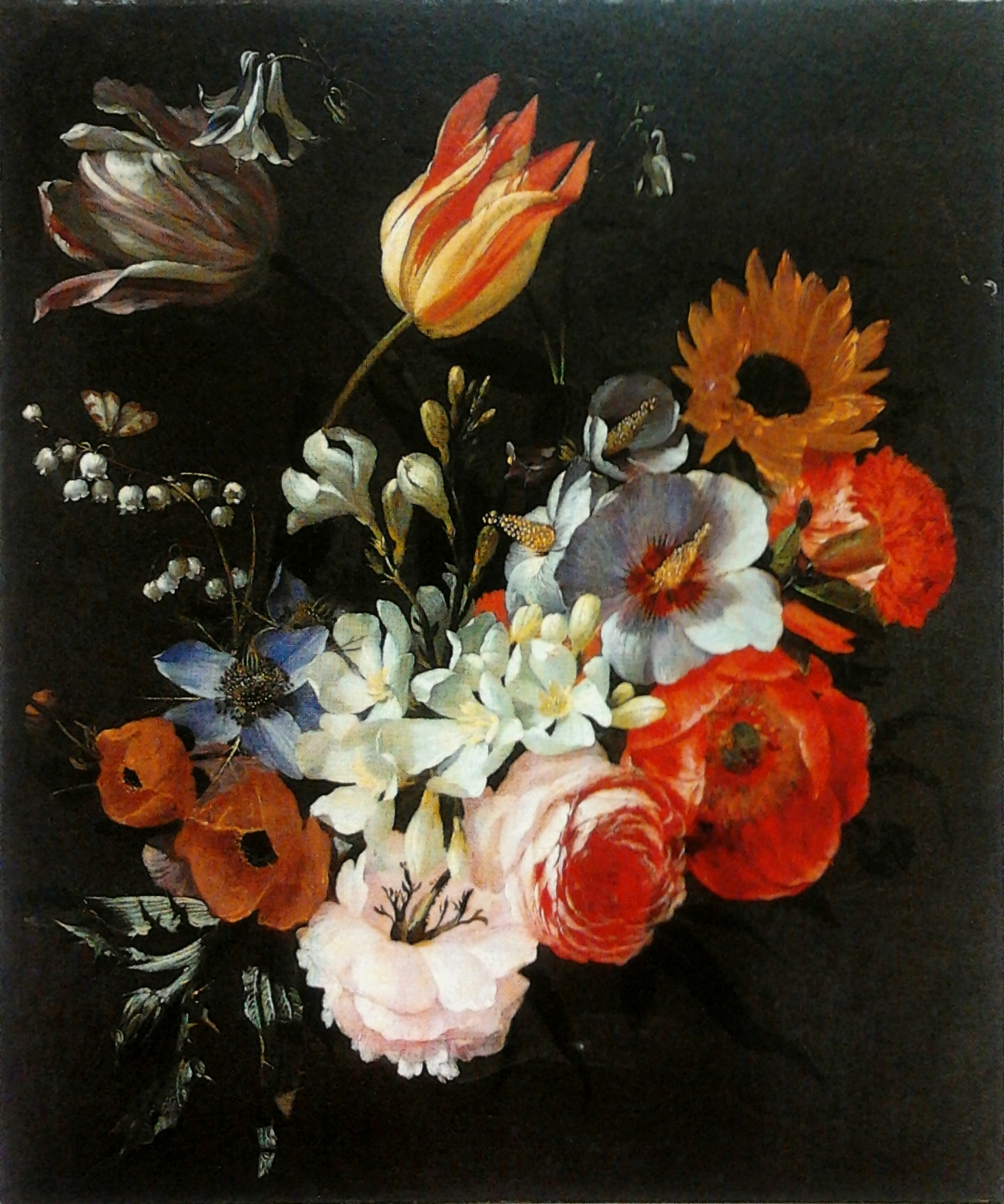
Virágcsokor (Porczyński Galéria, Varsó)
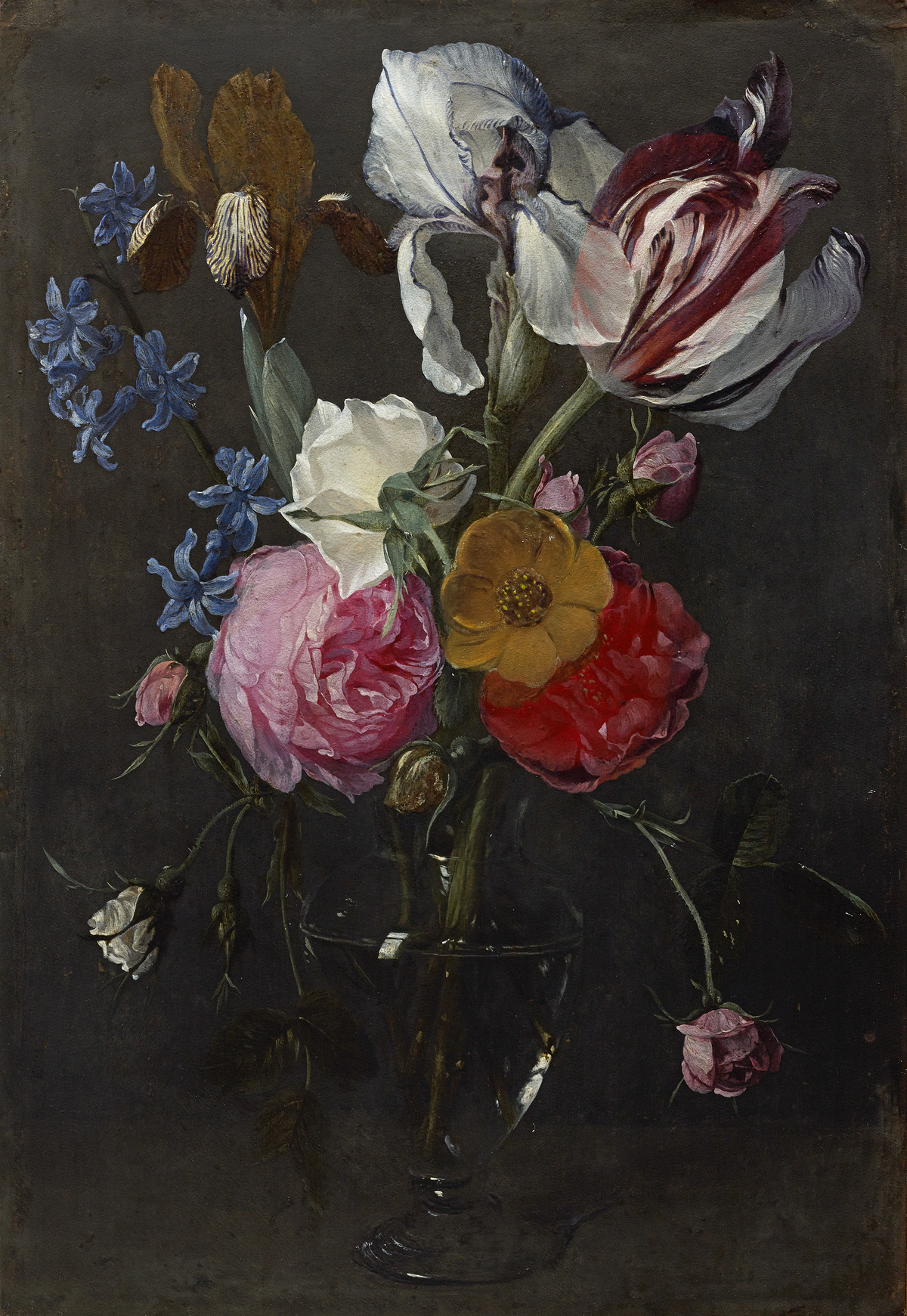
Virágok vázában (Museum Mayer van den Bergh, Antwerpen)
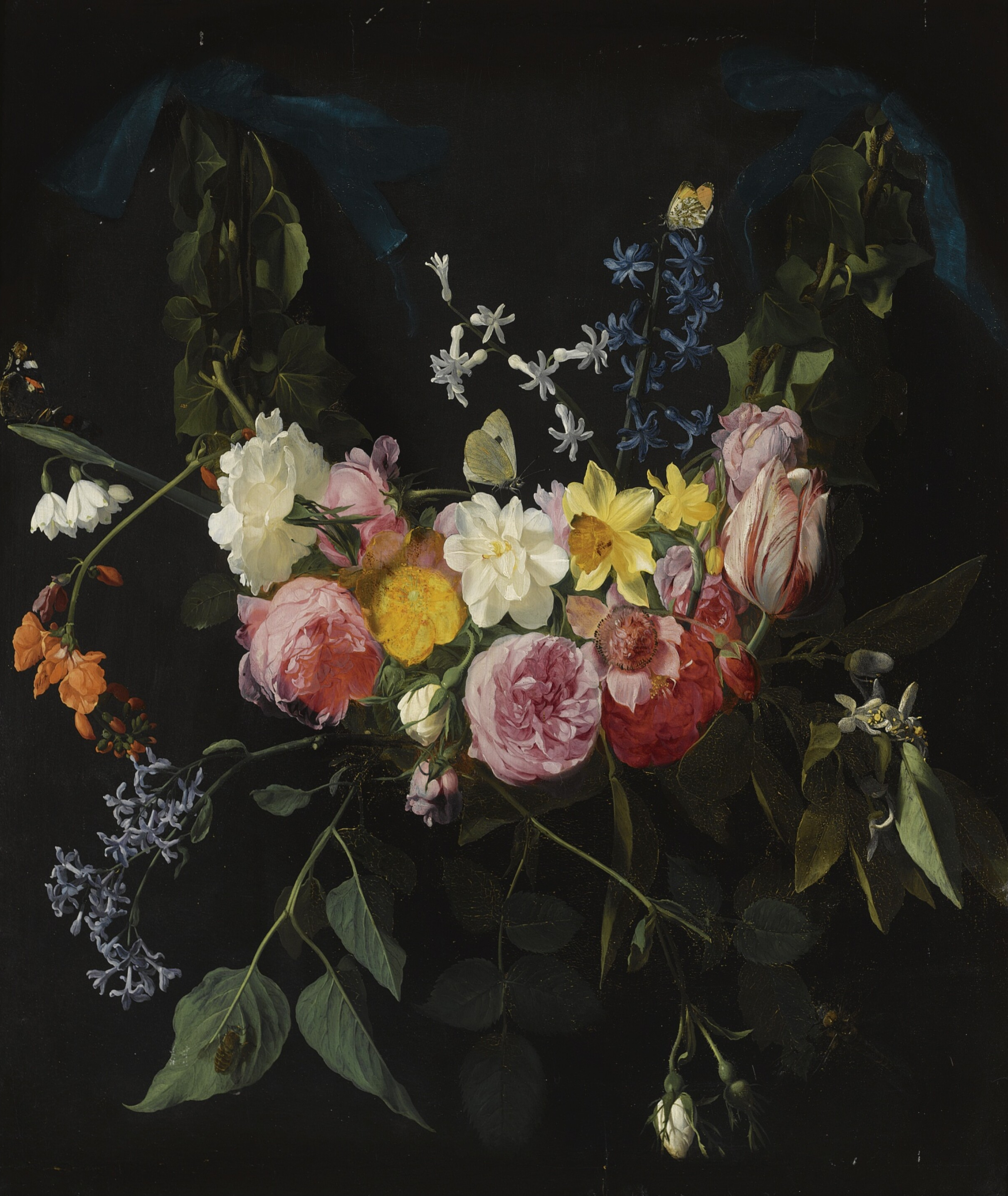
Girland 1640 körül (magánygyűjtemény)

Festményeit a vallásos elmélkedés ösztönzőjeként fogták fel – különösen a művész saját vallási meggyőződése miatt –, és meditációra szánták. Csendéletei valójában tele voltak szimbolikus jelentéssel, és a jezsuiták tanaival összhangban álló áhítatos elemeket hordoztak. A képein leggyakrabban megjelenő virágok metaforikus asszociációi közvetlenül utalnak a Szűzanyához kapcsolódó vallási erényekre: a tisztaság jelképe a fehér rózsa, a szerelem rózsája rózsaszín és ebben az összefüggésben a tulipánok a szüzesség szimbólumai.
Nagyon termékeny alkotó volt, sikerének mértékét világossá teszi a művész által összeállított, 239 képből álló alkotáslista is, amely nagyrészt kartonokra és virágfüzérekre korlátozódott. Festményei közül sok a rézre készült olajkép, amelyet gyakran használtak a szekrények díszítéséhez.

### Füzérfestmények

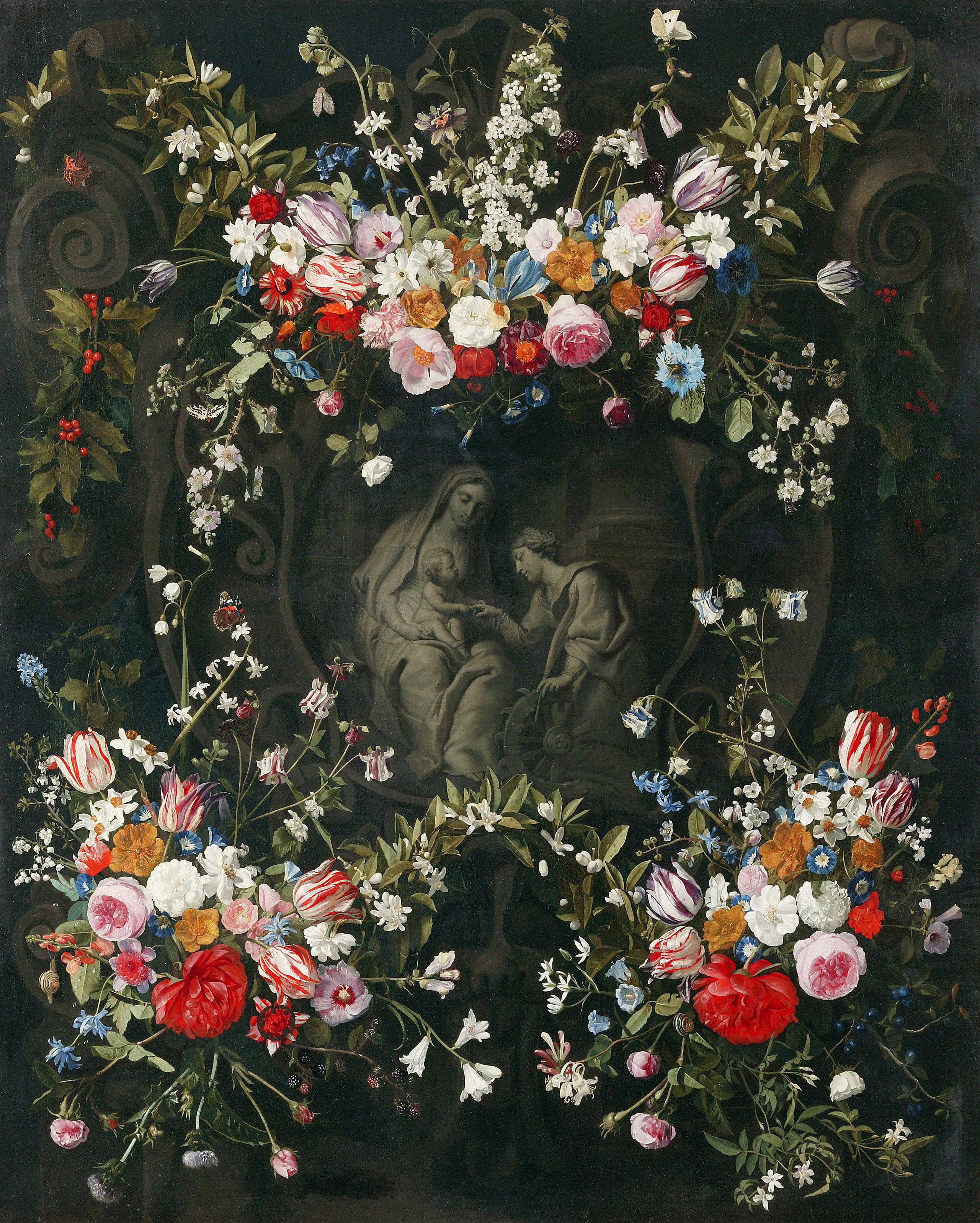
Seghers és Erasmus Quellinus (II) Szent Katalin misztikus eljegyzése füzérdíszben (Rockoxhuis Múzeum, Antwerpen)

Seghers munkáinak többsége jellegzetes flamand műfajú „füzérfestmény”. Manapság talán furcsának tűnhet, de ezeknek a festménynek a létrejöttén két alkotó dolgozott, egy csendélet és egy alakfestő. A művészi együttműködésnek ez a szelleme, először idősebb Jan Brueghel és Peter Paul Rubens közös virágfüzér-festményein jelent meg, de valójában a 17. századi Antwerpen flamand festészetének figyelemre méltó, egyedi csendéleti műfaja, amelynek elterjedésében komoly szerepet játszott az antwerpeniek körében virágzó Mária kultusz. 
A műfaj kialakításában Brueghel mellett résztvevő további művészek közé tartozik Hendrick van Balen, Andries Daniels, Peter Paul Rubens és maga Seghers. 
A füzérfestményeken általában virágfüzér látható egy kegykép, vagy vallási témát megörökítő kép körül, de a 17. század második felére már világi témák, például portrék és mitológiai jelenetek is díszítették az így készült alkotások központi részét.

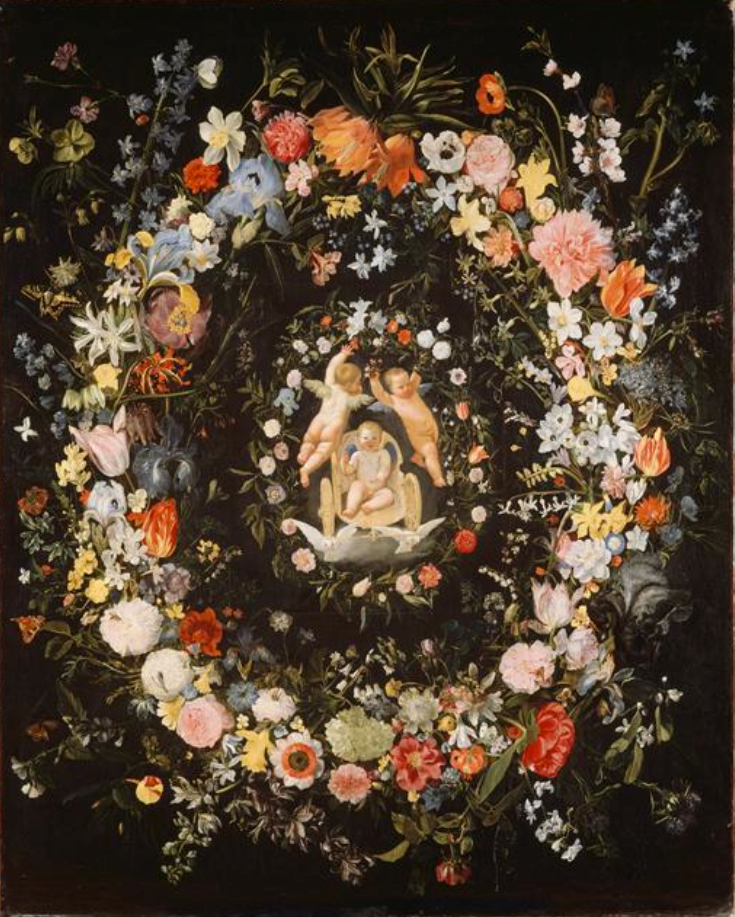
Seghers és Domenichino Dupla koszorú egy medalion körül a szerelem diadalával 1625-1633 (Louvre)
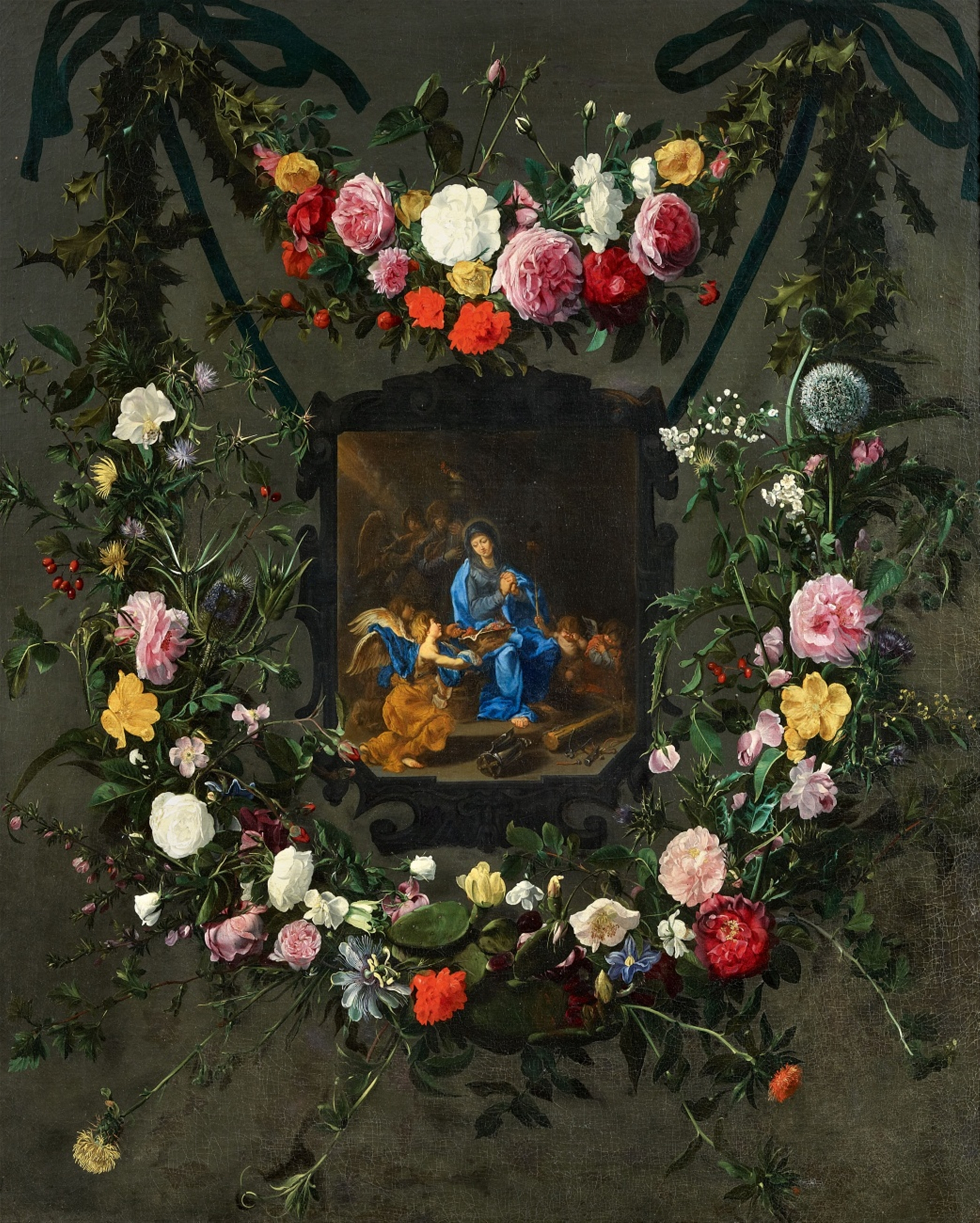
Seghers és Simon de Vos Virágfüzér az imádságos Szűzanya körül   (Nasher Művészeti Múzeum, Durham)
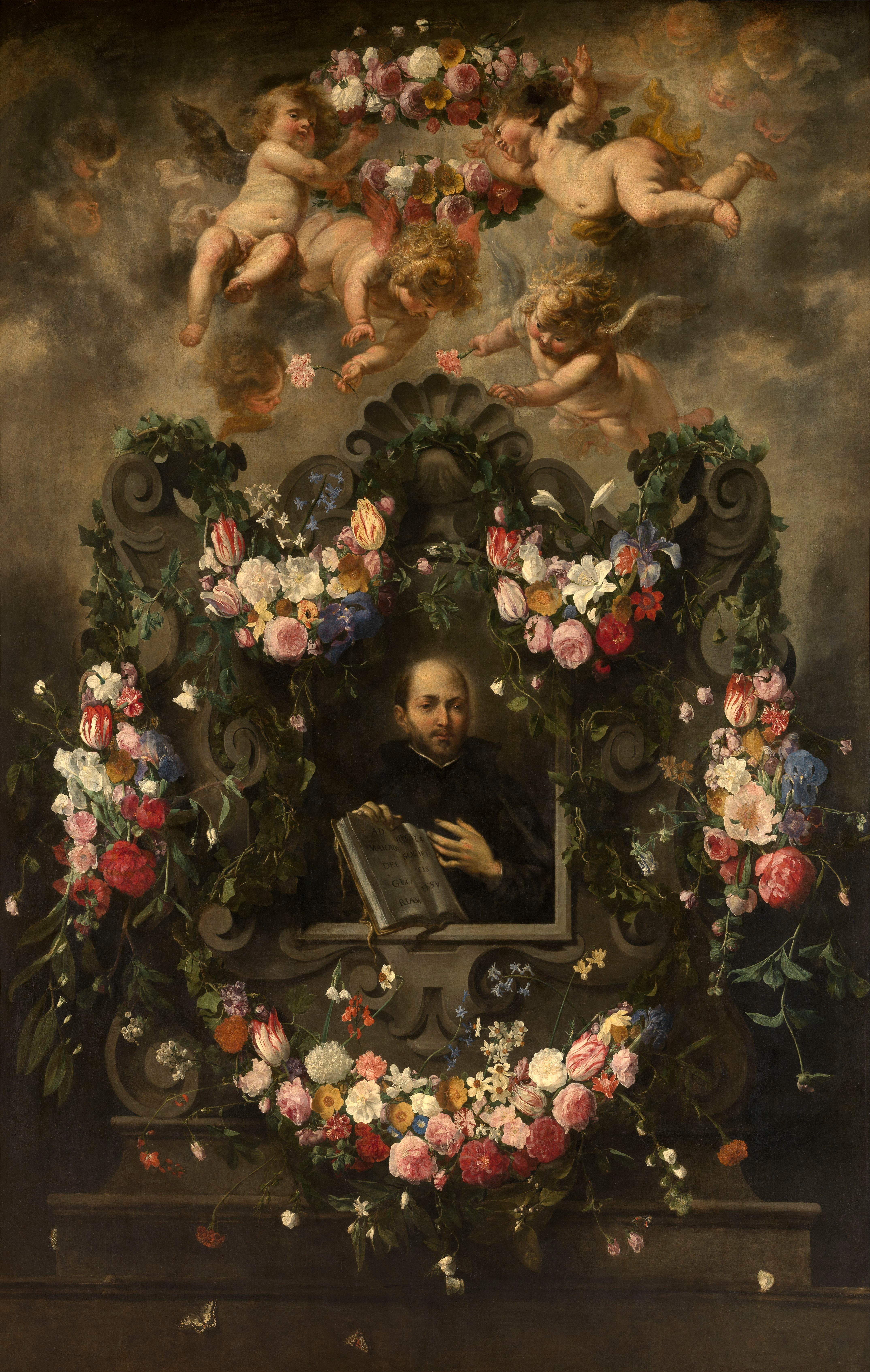
Seghers és Cornelis Schut Szent Ignác kartusban virágokkal és kerubokkal 1643 körül (Antwerpeni Királyi Szépművészeti Királyi Múzeum)
Seghers és Erasmus Quellinus II Virágos kartus a Szűzanya képe körül (Nemzeti Múzeum, Stockholm)

Sok a bizonytalanság az egyes műalkotások konkrét alkotóit illetően, még akkor is, ha ismeretes, hogy kortársai közül gyakran dolgozott együtt Cornelis Schuttal, Erasmus Quellinussal, Abraham van Diepenbekel, Simon de Vossal, és Rubensszel, de festőtársai között volt Jan van den Hoecke, Gonzales Coques és Thomas Willeboirts Bosschaert is.
A füzérfestmények gyakran nagy méretűek; például a Szent Ignác kartusban virágokkal és kerubokkal, körülbelül 190–299 cm-es, és nem csak a Cornelis Schut által festett portré, hanem Jan van Balennek tulajdonított angyalok is láthatóak rajta.

## Korabeli értékelése

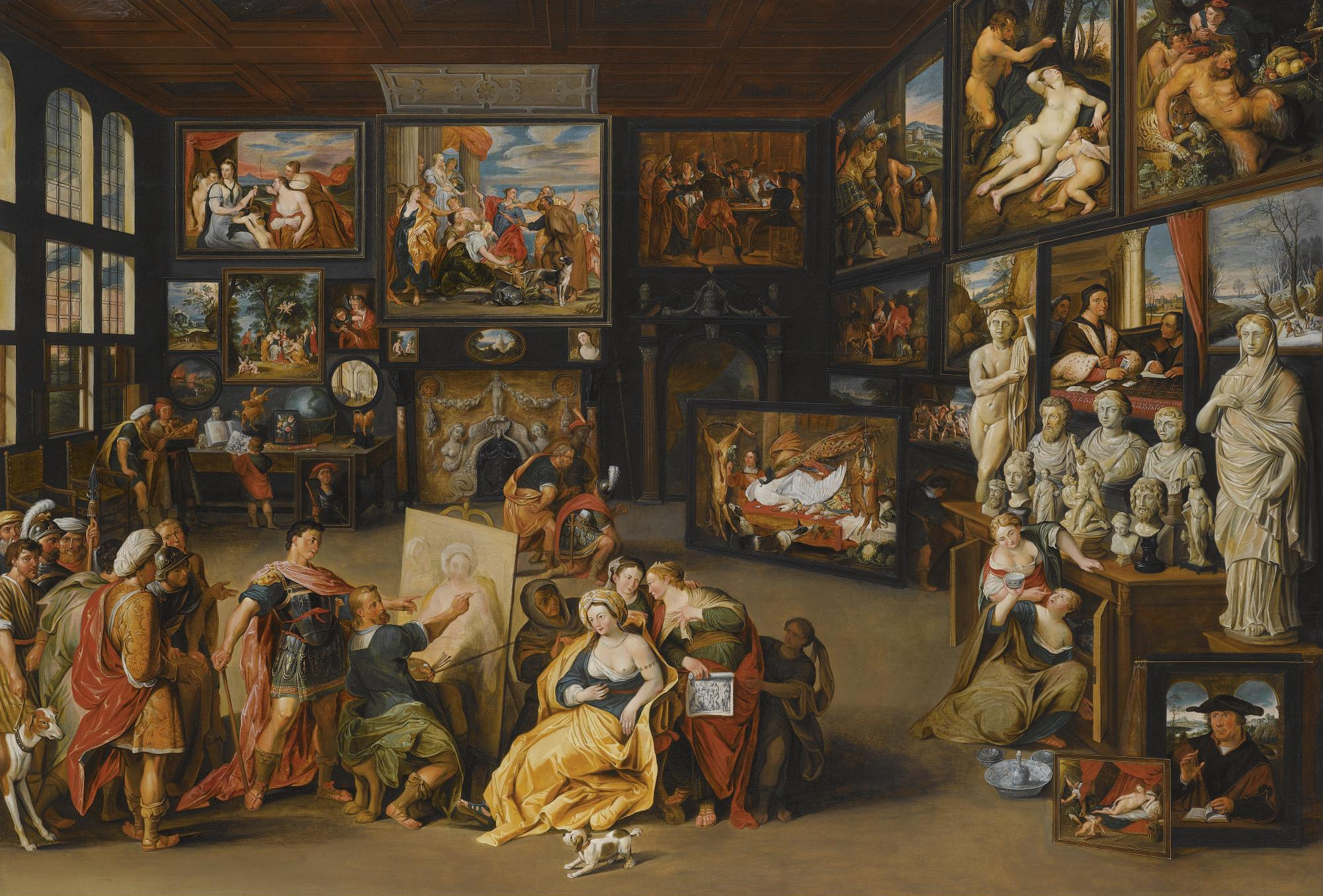
Willem van Haecht Nagy Sándor Apellész műtermébe látogat – a kép érdekessége, hogy alapjául Cornelis van der Geest műgyűjteménye szolgált, ahol a háttérben álló asztalon felismerhető Seghers egyik csendélete.

Kortársai „Pater Seghers” néven ismerték és már életében jelentős hírnevet szerzett. A kor legnevesebb gyűjtői vásárolták munkáit, például Scipione Borghese (1577–1633), Caravaggio és Bernini patrónusa; a holland Frigyes Henrik herceg és udvara; Krisztina svéd királynő; az antwerpeni gyűjtő és Anthony van Dyck mecénása, Cornelis van der Geest (1575–1638); és a holland polihisztor Constantijn Huygens (1596–1687), aki Seghersről azt írta, hogy „festett virágai annyira élethűek, hogy szinte érezte az illatukat”.
Daniel Seghers művészetét széles körben csodálták élete során, és stílusát mások is folytatták, köztük Jan Philip van Thielen, Andries Bosman, Jan Anton van der Baren, Frans Ykens és Jan van den Hecke. Munkássága olyan művészekre volt hatással, mint az antwerpeni Jan Davidsz de Heem vagy a madridi Juan de Arellano.

## Fordítás
Ez a szócikk részben vagy egészben  a   Daniel Seghers című angol Wikipédia-szócikk fordításán alapul.  Az eredeti cikk szerkesztőit annak laptörténete sorolja fel. Ez a jelzés csupán a megfogalmazás eredetét és a szerzői jogokat jelzi, nem szolgál a cikkben szereplő információk forrásmegjelöléseként.

## További információ
- Seghers & Quellinus / MUNKAMEGOSZTÁS A FESTÉSZETBEN? – mini tárlatnézés Tátrai Júliával